# ガンダーラ伝説
ガンダーラ伝説（- でんせつ（英語表記:Legend Of Gandhara））とは、
- 1994年11月9日にファンハウスから発売されたタケカワユキヒデの26枚目のシングル（品番:FHDF-1431）。現在廃盤。
- 1994年12月7日にファンハウスから発売されたタケカワユキヒデの16枚目のアルバム（品番:FHCF-2196）。

当項目では、両方ともに解説する。

## シングル

### 概要
ゴダイゴ時代（70～80年代）のヒット曲とタケカワのソロ曲がメドレーになっている。

### 収録曲
1. ガンダーラ伝説
  - 作詞:（後述）　全作曲:タケカワユキヒデ　編曲:京田誠一
    - 先述した通り、ゴダイゴ時代のヒット曲とタケカワのソロ曲をメドレーにしたもの。使用曲は後述。
2. ガンダーラ伝説（カラオケ）
  - 全作曲:タケカワユキヒデ　編曲:京田誠一
    - オフヴォーカル・バージョン。
    - 但し、コーラスは入っている。
3. ガンダーラ伝説（RADIO EDIT）
  - 作詞:（後述）　全作曲:タケカワユキヒデ　編曲:京田誠一
    - 尺の短いバージョン。使用曲は後述。

## アルバム

### 概要
表題曲に関してはシングルには収録されなかった英語版が収録されている。その他の曲に関してはTV番組やCMソングが6曲収録されているほか、ゴダイゴの楽曲｢ガンダーラ｣を｢ガンダーラ'95｣としてセルフカバーしている。また先行シングルカットとして、1994年1月26日に『夢中で君にプロポーズ/ドンマイMYフレンド』、同年5月25日に『マディソン郡のワルツ/僕たちの愛』、11月9日に上記の『ガンダーラ伝説』をリリースしている。

### 収録曲
1. ガンダーラ伝説（RADIO EDIT）
  - 作詞:（後述）　全作曲:タケカワユキヒデ　編曲:京田誠一
    - シングルにも収録されていた、尺が短いバージョン。使用曲は後述。
2. 君は輝いている
  - 作詞・作曲:タケカワユキヒデ　編曲:京田誠一
    - タケカワが司会を務めていたテレビ東京の｢お天気パラダイス｣テーマソング。
3. DAY BY DAY
  - 作詞:タケカワユキヒデ・池頭利津子　作曲:タケカワユキヒデ　編曲:京田誠一
    - ｢コスモ石油｣CMソング。
4. マディソン郡のワルツ～The MADISON County Waltz～
  - 作詞・作曲:R.J.Waller　訳詞:タケカワユキヒデ　編曲:梅垣達志
5. 永遠の恋
  - 作詞・作曲:タケカワユキヒデ　編曲:京田誠一
    - テレビ朝日の｢永遠の恋物語｣番宣CM内のイメージソングとして使用。
6. ガンダーラ'95
  - 作詞:山上路夫・奈良橋陽子　作曲:タケカワユキヒデ　編曲:杉山卓夫
    - ゴダイゴの楽曲｢ガンダーラ｣をセルフカバーしたもの。
7. ドンマイ MY フレンド
  - 作詞・作曲:タケカワユキヒデ　編曲:杉山卓夫
    - 2008年から日本野球機構制作のPV「沢村賞列伝」のイメージソングとして、各公式戦の試合開始前に放映。
8. 僕たちの愛
  - 作詞:橋本哲夫　作曲:タケカワユキヒデ　編曲:梅垣達志
    - ｢ダイワハウス｣CMソング。
9. 夢中で君にプロポーズ
  - 作詞・作曲:タケカワユキヒデ　編曲:京田誠一
    - フジテレビの｢週刊スタミナ天国｣テーマソング。
10. LET ME KNOW YOU BETTER～愛を確かめたい～
  - 作詞:タケカワユキヒデ・SUZI KIM・NEVILLE FARMER　作曲:タケカワユキヒデ　編曲:京田誠一
    - 前作のアルバム『ファンタジア』に収録されていた、｢愛を確かめたい｣の英語バージョン。
11. LEGEND OF GANDHARA
  - 作詞:（後述）　全作曲:タケカワユキヒデ　編曲:京田誠一
    - ｢ガンダーラ伝説｣の英語バージョン。使用曲は後述。

## 使用曲
｢ガンダーラ伝説｣及び｢LEGEND OF GANDAHRA｣の使用曲をここに纏める。選曲したのはタケカワ本人で、当初は15分ぐらいの長さだったという。またほとんどの曲がサビもしくは1フレーズのみ使用されており、1コーラス歌いきっているのは「ガンダーラ」・「モンキー・マジック」・「銀河鉄道999」のみである。また作詞の項に「英語のみ」と書かれている曲は、英語詞のみの部分が使用されたという意味であり、「英語のみ」=原曲は英語版しかないとは限らない。
| 曲名 （上段:「ガンダーラ伝説」使用曲 下段:「LEGEND OF GANDHARA」使用曲） | ガンダーラ伝説 LEGEND OF GANDHARA | ガンダーラ伝説 （RADIO EDIT） | 作詞 （上段:日本語詞 下段:英詞） | 作曲             | 編曲     |
| ------------------------------------------------------------------------ | --------------------------------- | ----------------------------- | -------------------------------- | ---------------- | -------- |
| レジェンド LEGEND                                                        | ●                                 | ●                             | （英語のみ） タケカワユキヒデ    | タケカワユキヒデ | 京田誠一 |
| ガンダーラ GANDHARA                                                      | ●                                 | -                             | 山上路夫 奈良橋陽子              | タケカワユキヒデ | 京田誠一 |
| モンキー・マジック MONKEY MAGIC                                          | ●                                 | ●                             | （英語のみ） 奈良橋陽子          | タケカワユキヒデ | 京田誠一 |
| リリック LYRIC                                                           | ●                                 | ●                             | （英語のみ） 奈良橋陽子          | タケカワユキヒデ | 京田誠一 |
| ホーリー&ブライト HOLY AND BRIGHT                                        | ●                                 | ●                             | （英語のみ） 奈良橋陽子          | タケカワユキヒデ | 京田誠一 |
| ナウ・ユア・デイズ NOW YOUR DAYS                                         | ●                                 | ●                             | （英語のみ） 奈良橋陽子          | タケカワユキヒデ | 京田誠一 |
| ドキ・ドキ・サマー・ガール DOKI DOKI SUMMER GIRL                         | ●                                 | -                             | 岡田冨美子 WILL WILLIAMS         | タケカワユキヒデ | 京田誠一 |
| ロンリネス LONELINESS                                                    | ●                                 | -                             | （英語のみ） WILL WILLIAMS       | タケカワユキヒデ | 京田誠一 |
| リターン・トゥ・アフリカ RETURN TO AFRICA                                | ●                                 | -                             | 山上路夫 奈良橋陽子              | タケカワユキヒデ | 京田誠一 |
| やさしい風 YASASHII KAZE                                                 | ●                                 | -                             | タケカワユキヒデ                 | タケカワユキヒデ | 京田誠一 |
| ビューティフル・ネーム EVERY CHILD HAS A BEAUTIFUL NAME                  | ●                                 | ●                             | 伊藤アキラ 奈良橋陽子            | タケカワユキヒデ | 京田誠一 |
| 銀河鉄道999 THE GALAXY EXPRESS 999                                       | ●                                 | ●                             | 山川啓介 奈良橋陽子              | タケカワユキヒデ | 京田誠一 |
| 僕のサラダ・ガール SALAD GIRL                                            | ●                                 | ●                             | （英語のみ） 奈良橋陽子          | タケカワユキヒデ | 京田誠一 |
| ハピネス HAPPINESS                                                       | ●                                 | ●                             | （英語のみ） 奈良橋陽子          | タケカワユキヒデ | 京田誠一 |
| ガンダーラ GANDHARA                                                      | ●                                 | ●                             | 山上路夫 奈良橋陽子              | タケカワユキヒデ | 京田誠一 |

## 関連楽曲
- 植木等『スーダラ伝説』
  - 植木等自身の企画によるメドレー曲。『ガンダーラ伝説』は、当時タケカワのレコード会社のプロデューサーだった植木による提案だった[要出典]。
- 加藤茶『ズンドコ伝説』
  - こちらは、ザ・ドリフターズの曲をメドレーにしたものである。